# Okayama (prefectuur)
De prefectuur Okayama (Japans: 岡山県, Okayama-ken) is een Japanse prefectuur in het gewest Chugoku op het zuidelijke deel van het eiland Honshu in Japan. Okayama heeft een oppervlakte van 7112,20 km² en had op 1 maart 2008 een bevolking van ongeveer 1.951.324 inwoners. De hoofdstad is Okayama.
In Okayama bevindt zich de oude stad Kurashiki. Rondom deze stad en de hoofdstad Okayama wonen de meeste mensen, terwijl de populatie in de bergstreken in het noorden van de prefectuur afneemt.
Uit deze prefectuur is ook het Bizen-yaki, het Bizen-keramiek afkomstig. Verder spelen de anime en mangaseries Tenchi Muyo! zich hier af, en veel van de karakters in deze series zijn vernoemd naar onder meer geografische kenmerken van dit gebied.

## Geschiedenis
Tot de Meiji-restauratie (Japans: 明治維新, Meiji-ishin) bestond deze prefectuur uit de drie provincies Bitchu, Bizen en Mimasaka.

## Geografie
De prefectuur grenst in het zuidwesten aan Hiroshima, en in het noordwesten en noorden aan Tottori. De regio Kansai ligt ten (noord)oosten van de prefectuur. In het zuidoosten grenst Okayama aan de regio Shikoku die aan de andere kant van de Straat van Sado is gelegen. Van de eilanden in deze zeestraat horen er negentig bij Okayama.
Okayama bestaat in het noordwesten voornamelijk uit bergen, terwijl aan de kust grote, groene vlaktes zijn. Dankzij haar beschermde ligging aan de Straat van Sado is het klimaat zeer zacht.
De administratieve onderverdeling is verdeeld over zelfstandige steden en gemeenten.

### Zelfstandige steden (市) shi
Er zijn 15 steden in de prefectuur Okayama.
- Akaiwa
- Asakuchi
- Bizen
- Ibara
- Kasaoka
- Kurashiki
- Maniwa
- Mimasaka
- Niimi
- Okayama (hoofdstad)
- Setouchi
- Soja
- Takahashi
- Tamano
- Tsuyama

### Gemeenten (郡 gun)
De gemeenten van Okayama, ingedeeld naar district:
| District | Gemeenten        |
| -------- | ---------------- |
| Aida     | Nishiawakura     |
| Asakuchi | Satosho          |
| Kaga     | Kibichuo         |
| Katsuta  | Nagi - Shoo      |
| Kume     | Kumenan - Misaki |
| Maniwa   | Shinjo           |
| Oda      | Yakage           |
| Tomata   | Kagamino         |
| Tsukubo  | Hayashima        |
| Wake     | Wake             |

### Fusies
(Situatie op 22 januari 2007) 
Zie ook: Gemeentelijke herindeling in Japan
- Op 1 oktober 2004 werden de gemeenten Kamogawa en Kayo samengevoegd tot de nieuwe gemeente Kibichuo. Hierdoor ontstond het District Kaga.
- Op 1 oktober 2004 werden de gemeenten Ukan, Nariwa, Kawakami en Bitchu van het District Kawakami aangehecht door de stad Takahashi. Door deze fusie hield het District Kawakami op te bestaan.
- Op 1 november 2004 werden de gemeenten Ushimado, Oku en Osafune van het District Oku samengevoegd tot de nieuwe stad Setouchi. Door deze fusie werd het District Oku opgeheven.
- Op 28 februari 2005 werden de gemeenten Kamo, Shoboku, Kume en Aba van het District Tomata aangehecht bij de stad Tsuyama.
- Op 1 maart 2005 werd de gemeente Yoshii van het District Shitsuki en de gemeente Bisei van het District Oda aangehecht door de stad Ibara. Door deze fusie werd het District Shitsuki opgeheven.
- Op 1 maart 2005 fuseerden de gemeenten Okutsu, Kagamino, Kamisaibara en Tomi van het District Tomata tot de nieuwe gemeente Kagamino.
- Op 7 maart 2005 fuseerden de gemeentenSan'yo, Akasaka, Yoshii en Kumayama (allen uit het District Akaiwa tot de nieuwe stad Akaiwa.
- Op 22 maart 2005 werden de gemeenten Mitsu en Nadasaki aangehecht door de stad Okayama. Door deze fusie verdween het District Kojima.
- Op 22 maart 2005 werden de gemeenten Yamate en Kiyone van het District Tsukubo aangehecht bij de stad Soja.
- Op 22 maart 2005 smolten de gemeenten Hinase en Yoshinaga samen met de stad Bizen.
- Op 22 maart 2005 werden de gemeenten Chuo, Yanahara en Asahi en samen tot de nieuwe gemeente Misaki.
- Op 31 maart 2005 werden de gemeenten Osa, Shingo, Tetta en Tessei aangehecht bij de stad Niimi. Door deze fusie verdween het District Atetsu.
- Op 31 maart 2005 werd de gemeente Hokubo van het District Jobo en de gemeenten Katsuyama, Ochiai, Yubara, Kuse, Mikamo, Kawakami, Yatsuka en Chuka (allen van het District Maniwa) samengevoegd tot de nieuwe stad Maniwa. Door deze fusie verdween het District Jobo.
- Op 31 maart 2005 werd de gemeente Katsuta van het District Katsuta en de gemeenten Ohara, Mimasaka, Sakuto Aida en Higashiawakura (allen van het District Aida) samengevoegd tot de nieuwe stad Mimasaka.
- Op 1 augustus 2005 werd de gemeente Funao van het District Asakuchi en de gemeente Mabi van het District Kibi aangehecht door de stad Kurashiki. Door deze fusie verdween het District Kibi.
- Op 1 maart 2006 werden de gemeenten Wake en Saeki van het District Wake samengevoegd tot de nieuwe gemeenten Wake.
- Op 21 maart 2006 werden de gemeenten Konko, Kamogata en Yorishima, van het District Asakuchi samengevoegd tot de nieuwe stad Asakuchi.
- Op 22 januari 2007 werden de districten Akaiwa (gemeente Seto) en Mitsu (gemeente Takebe) aangehecht bij de stad Okayama. Beide districten verdwenen na deze fusie.

## Bekende inwoners van Okayama
- Sesshū Tōyō (ca. 1420-1506), master of suiboku
- Inukai Tsuyoshi (1855-1932), premier van Japan
- Nobuo Yana (1935), acteur
- Ryutaro Hashimoto (1937-2006), politicus
- Sen'ichi Hoshino (1947-2018), baseball manager
- Tesshō Genda (1948), acteur en seiyu
- Koshi Inaba (1964), zanger
- Keizō Nakanishi (1964), zanger
- Yuko Arimori (1966), marathonloper
- Joichiro Tatsuyoshi (1970), bokser
- Naohito Fujiki (1972), acteur
- Joe Odagiri (1976), acteur